# Lothar Spitzner
Lothar Spitzner (* 11. Januar 1943 in Zschorlau) ist ein deutscher ehemaliger Fußballspieler. Von 1967 bis 1973 spielte er für die Betriebssportgemeinschaft BSG Wismut Aue in der DDR-Oberliga, der höchsten Liga im DDR-Fußball.

## Sportliche Laufbahn
Spitzner begann 1954 in Zschorlau mit dem Fußball, 1959 wechselte er in die Jugend von Wismut Aue.
Nachdem er für den Männerbereich spielberechtigt geworden war, wurde er ab 1962 zunächst in der Oberligareserve eingesetzt. Diese Zeit wurde von November 1964 bis April 1966 durch den Wehrdienst in der Nationalen Volksarmee unterbrochen. In der Saison 1967/68 bestritt Spitzner seine ersten Spiele in der Oberliga. Als Nachfolger des ausgeschiedenen Mittelfeldspielers Konrad Wagner wurde Spitzner vom 7. Spieltag an bis zum Saisonende in allen 20 Oberligaspielen eingesetzt. Bis zum Ende der Spielzeit 1971/72 blieb er Stammspieler der BSG Wismut und kam sowohl im Mittelfeld wie in der Abwehr zum Einsatz. Bereits mit 29 Jahren musste er nach der Saison 1972/73, in der er nur noch acht Oberligaspiele bestritt, seine Laufbahn als Leistungsfußballer beenden. Er war auf 123 Oberligaspiele gekommen und hatte dabei als Defensivspieler fünf Tore erzielen können. Zu seiner Bilanz zählen auch zwölf Pokaleinsätze (davon einer mit Wismut II), in denen er jedes Mal als Torschütze dabei war, aber nie über das Achtelfinale hinaus kam.
1973 wurde Spitzner, der sich zum Ingenieurökonom fortbildete, Mannschaftsleiter von Wismut Aue.